# 小新塘
小新塘（广州话拼音：siu2 san1 tong4），位于中华人民共和国广东省广州市天河区新塘街道。具体位置在天河區天河智慧城内，華觀路南邊；廣深高速公路北邊；凌塘村東邊；科珠路西邊。目前，小新塘正在进行旧改项目。

## 村名起源
相傳在大元時期，有人在村内修建了禮源塘，水来自于北邊村界幾里外的群山内，可以灌溉到幾千畝農田，之後陸續修建了上陂及大淋陂兩個山塘。由於村民在村前新挖了许多個山塘，还將附近十幾個山塘扩大及挖深，連成一個30幾畝的大水塘，成為村里的一大標記。后来的人称它为“小新塘”。